# Aurélien Rougerie
Aurélien Rougerie (Beaumont, 26 de septiembre de 1980) es un jugador francés de rugby que se desempeña como centro.

## Selección nacional
Fue convocado a la selección de Francia por primera vez en noviembre de 2001 para enfrentar a los Springboks y disputó su último test match en marzo de 2012 contra la Azzurri. En total jugó 76 partidos y marcó 125 puntos, producto de 23 tries.

### Participaciones en Copas del Mundo
Disputó las Copas del Mundo de Australia 2003, Francia 2007 y Nueva Zelanda donde fue titular en todos los partidos y resultó subcampeón.
| Mundial                       | Sede          | Resultado     | PJ | Tries |
| ----------------------------- | ------------- | ------------- | -- | ----- |
| Copa Mundial de Rugby de 2003 | Australia     | Cuarto puesto | 5  | 2     |
| Copa Mundial de Rugby de 2007 | Francia       | Cuarto puesto | 5  | 0     |
| Copa Mundial de Rugby de 2011 | Nueva Zelanda | Subcampeón    | 7  | 0     |

## Palmarés
- Campeón del Torneo de las Seis Naciones de 2002, 2006 y 2010.
- Campeón de la Copa Desafío de 2006–07.
- Campeón del Top 14 de 2009–10 y 2016–17.
- Campeón del Desafío Yves du Manoir de 2001.